# Pedagogen
För yrket, se pedagog.

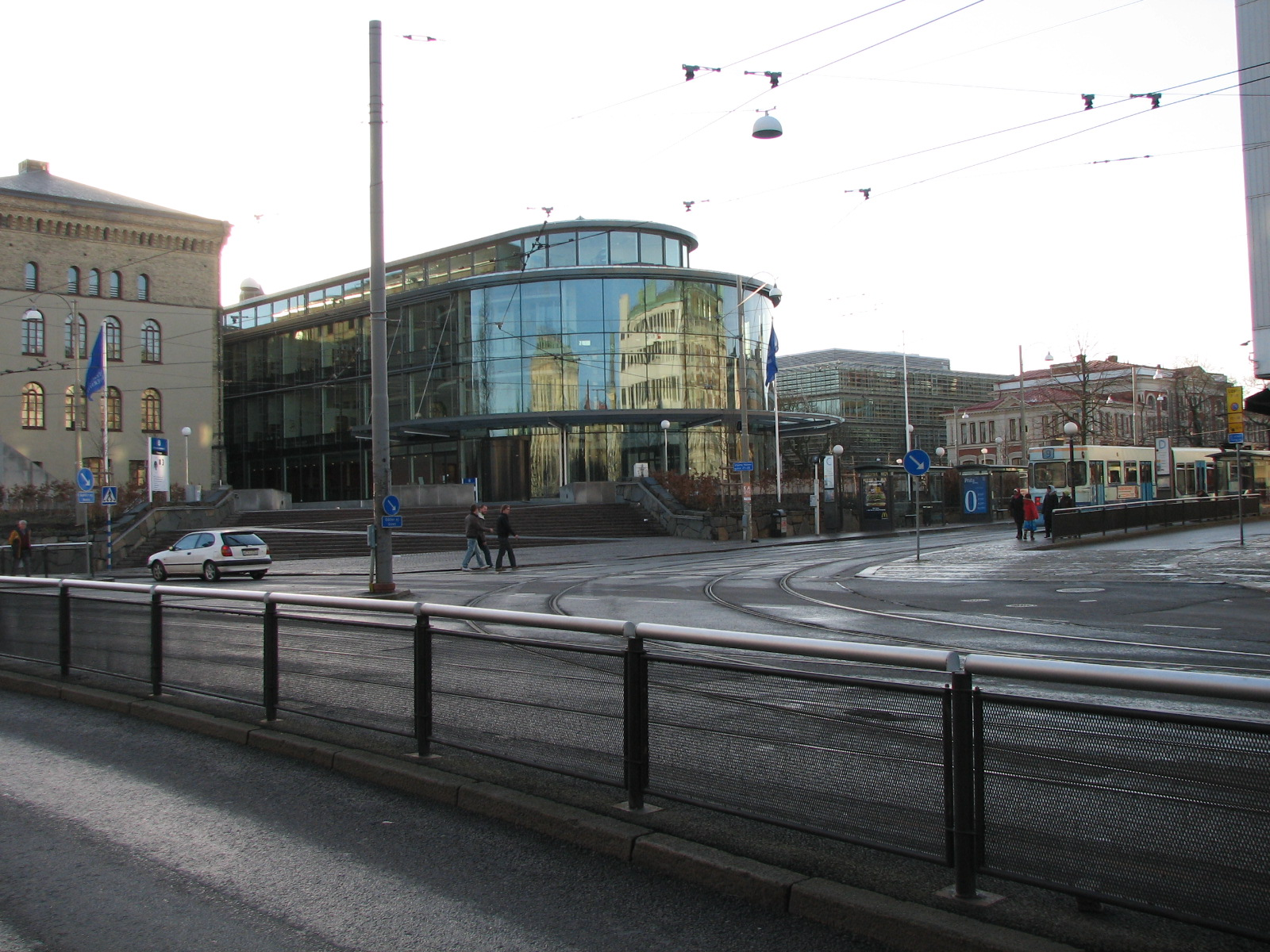
Tre delar av Pedagogen, östra gaveln av sociala huset i gult tegel till vänster, den inglasade rundade inbyggnaden i mitten, i bakgrunden skymtar den fyrkantiga nybyggnaden framför den rödvita Gustaviskolan.

Pedagogen är ett byggnadskomplex, som inrymmer en stor del av Utbildningsvetenskapliga fakulteten vid Göteborgs universitet. De nuvarande byggnaderna är belägna i centrala Göteborg. Från mitten av 1970-talet till och med våren 2006 var Pedagogen placerad i Mölndal.
Det nuvarande byggnadskomplexet omfattar tre byggnader: en om- och tillbyggnad av "Sociala Huset", en ombyggnad av Gamla Latin samt uppförande av en ny byggnad däremellan. Under den nya byggnaden finns ett underjordiskt garage. Tillbyggnaden till Sociala huset är ritad av Nyréns arkitektkontor i Stockholm, nybygget bredvid Sociala huset är ritat av danska kontoret 3xNielsen och ombyggnaden av Gamla Latin är ritad av Arkitektlaget, Göteborg.  Inredningen i samtliga 3 delar är utförd av LINK arkitektur. Den totala kostnaden är beräknad till 750 miljoner kronor. Pedagogen står på gammal befästningsmark precis innanför Vallgraven, delar av bastionen Carolus Dux är synlig för allmänheten från garagets bottenplan. 
Omlokaliseringen av Pedagogen från Mölndal till Göteborgs innerstad har varit ett steg i Göteborgs universitets strävande att lokalisera sin verksamhet centralt i Göteborg. Genom att minska avståndet mellan universitetets institutioner, underlättas samarbetet över ämnesgränserna för såväl lärare som studenter. Den nya Pedagogen har också medfört förbättrade kommunikationer för de lärare och studenter som arbetar där.
I hörnet av Västra Hamngatan och Södra Larmgatan låg stugan Röda boden, där artilleristerna spelade teater 1872-1876. Mot Magasinsgatan fanns uteserveringen Terrassen, med en stor paviljong.
Stadens första tandpoliklinik för barn öppnades den 23 september 1908 i Sahlgrenska gamla lokaler.